# Huawei P Smart
Huawei P Smart e Huawei P Smart+ sono smartphone di media gamma prodotti e commercializzati dall'azienda cinese Huawei.
Grazie ai buoni risultati ottenuti dallo Huawei P Smart, nella seconda metà del 2018 Huawei commercializza Huawei P Smart Plus, che fra la gamma P Smart è il più equipaggiato. All'inizio del 2019 Huawei commercializza Huawei P Smart 2019, dispositivo che si va a collocare nella fascia medio-bassa.

## Caratteristiche tecniche

### Hardware
Il dispositivo è mosso da un processore Hisilicon Kirin 659 con frequenza di 2,36 GHz. Possiede uno spazio di archiviazione pari a 32 GB, memoria espandibile tramite micro SD. Inoltre, ha 3 GB di memoria RAM. Ha due fotocamere posteriori: la principale è da 13 megapixel; l'altra, che ha una risoluzione pari a 2 megapixel serve a catturare fotografie mettendo in evidenza i soggetti e sfuocando gli sfondi, con l'effetto Bokeh. Frontalmente è presente una fotocamera anteriore da 8 megapixel. La batteria non removibile è di 3000 mAh: si può ricaricare tramite un cavo dati micro USB. Presenta un sensore di impronte digitali sulla scocca e possiede il sensore NFC.

### Software
È disponibile nei colori gold-white, nero e blu. L'interfaccia di default è la EMUI in versione 8.0 ed è equipaggiato con Android 8.0 Oreo.

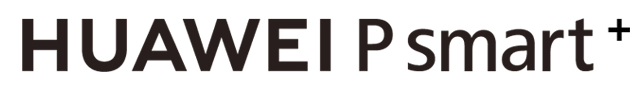
Logo del Huawei P Smart Plus